# Plesiosuchus
Plesiosuchus manselli
Genre
Espèce
Synonymes
- † Steneosaurus manselii Hulke[3], 1870
- † Dakosaurus manselii (Hulke) comb. nov. – Woodward[4], 1885

Plesiosuchus est un genre éteint de crocodyliformes de la famille des métriorhynchidés ayant vécu à la fin du Jurassique supérieur (Tithonien), dans ce qui est aujourd'hui l'Angleterre, il y a environ entre 152 et 145 Ma (millions d'années).
Il mesurait 6,80 mètres de long et pesait plus d'une tonne ce qui fait de lui le plus grand de sa famille.
Une seule espèce est connue : Plesiosuchus manselli.

## Découverte et description

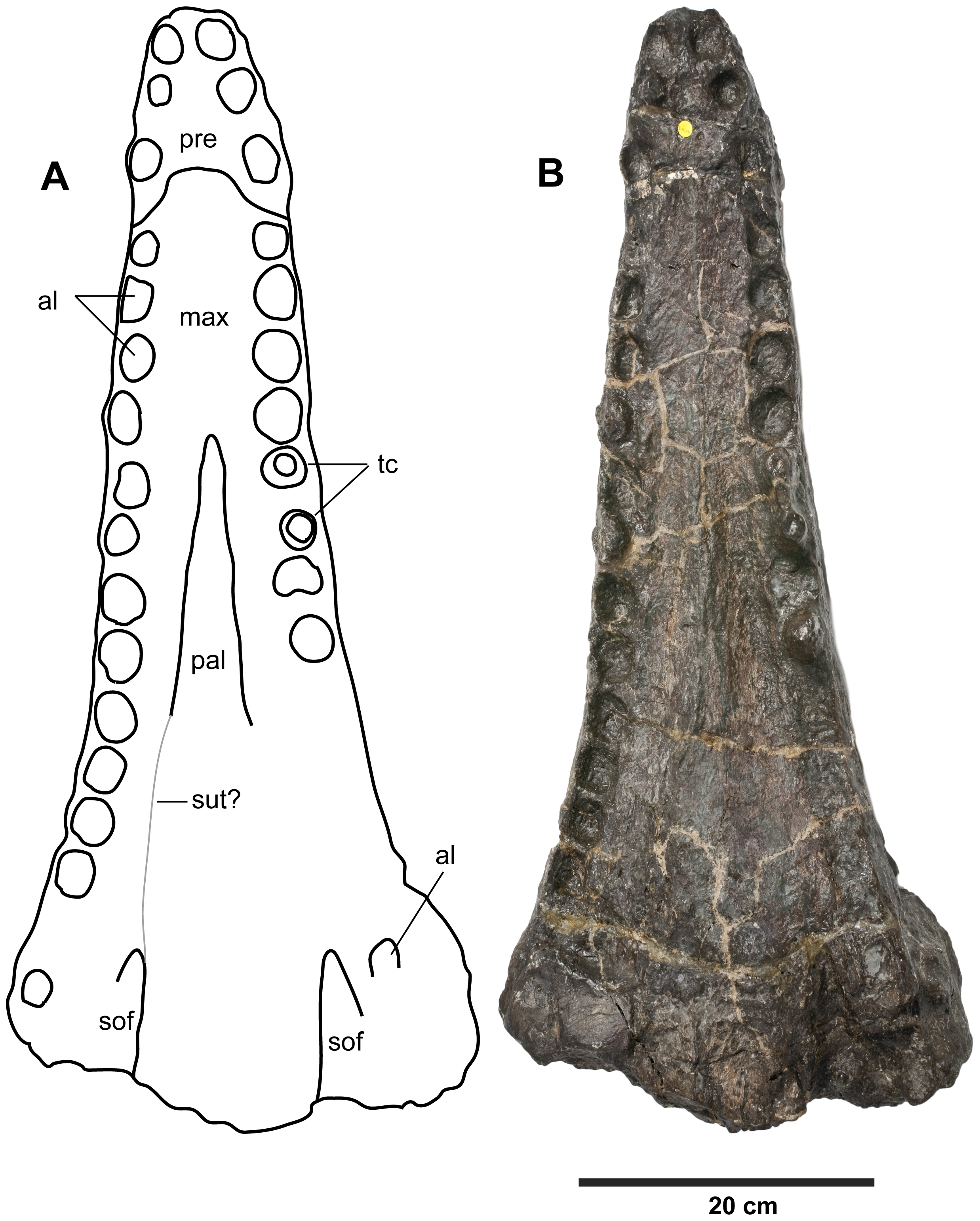
Face palatine du maxillaire de l'holotype de Plesiosuchus.

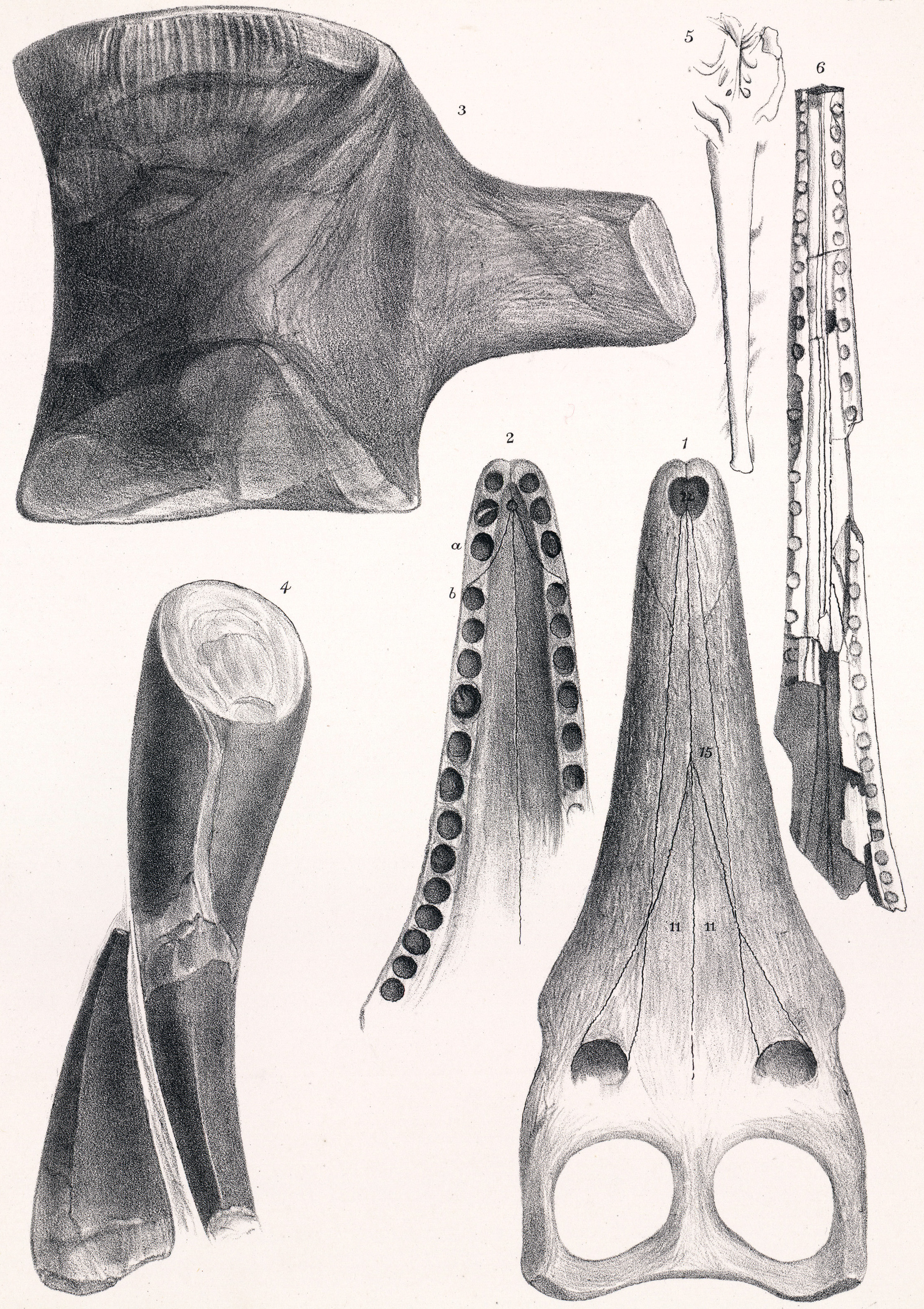
Dessin des fossiles de Plesiosuchus retrouvés en 1820.

Les premiers fossiles ont été découverts en 1820 dans le Dorset en Angleterre par John Clavell Mansel-Pleydell avant d'être décrits par Richard Owen en 1884. La seule espèce du genre, Plesiosuchus manselli, a été décrite par John Whitaker Hulke en 1870 soit 14 ans plus tôt avant qu'Owen érige le genre.
Ce très grand crocodylomorphe, bon nageur, à crâne robuste avec de puissantes mâchoires, était parfaitement adapté à la chasse et à la capture de proies de grande taille. Plesiosuchus et Dakosaurus étaient les superprédateurs des mers du Jurassique supérieur.

## Classification
Cladogramme montrant la position phylogénétique de Plesiosuchus au sein des Thalattosuchia d'après Young et ses collègues en 2012 :
- Thalattosuchia
  - Teleosauridae
    - 
      - Platysuchus multiscrobiculatus
      - Teleosaurus cadomensis

    - 
      - Steneosaurus bollensis
      - 
        - 
          - Steneosaurus leedsi
          - Steneosaurus megistorhynchus

        - 
          - Steneosaurus edwardsi
          - 
            - Steneosaurus obtusidens
            - 
              - Machimosaurus hugii
              - Machimosaurus mosae

  - Metriorhynchoidea
    - Pelagosaurus typus
    - 
      - Teleidosaurus calvadosii
      - 
        - 
          - Eoneustes bathonicus
          - Eoneustes gaudryi

        - 
          - Metriorhynchoidea indét. (Chili)
          - Metriorhynchoidea sp. (Oregon)
          - Metriorhynchidae
            - Metriorhynchinae
              - 
                - Metriorhynchus superciliosus
                - 
                  - Metriorhynchus geoffroyii
                  - 
                    - Metriorhynchus hastifer
                    - Metriorhynchus sp. (France)

              - 
                - 
                  - Gracilineustes acutus
                  - Gracilineustes leedsi

                - Rhacheosaurini
                  - Metriorhynchinae indét. (Cuba, USNM 19640)
                  - 
                    - Rhacheosaurus gracilis
                    - 
                      - Cricosaurus sp. (Cuba)
                      - 
                        - 
                          - Cricosaurus saltillense
                          - 
                            - Cricosaurus elegans
                            - Cricosaurus suevicus

                        - 
                          - Cricosaurus vignaudi
                          - Cricosaurus gracilis
                          - 
                            - Cricosaurus araucanensis
                            - 
                              - Cricosaurus schroederi
                              - Cricosaurus macrospondylus

            - Geosaurinae
              - Suchodus brachyrhynchus
              - 
                - Geosaurinae indét. (Argentine)
                - 
                  - 
                    - Purranisaurus casamiquelai
                    - Purranisaurus westermanni

                  - 
                    - Neptunidraco ammoniticus
                    - 
                      - Spécimen de "Mr Leeds" = Tyrannoneustes lythrodectikos
                      - Geosaurini
                        - Plesiosuchus manselii
                        - Torvoneustes carpenteri
                        - 
                          - 
                            - Dakosaurus andiniensis
                            - Dakosaurus maximus

                          - 
                            - Geosaurus lapparenti
                            - 
                              - Geosaurus giganteus
                              - Geosaurus grandis

L'analyse phylogénétique conduite par Mark T. Young et ses collègues en 2012, a montré que Dakosaurus maximus, Dakosaurus andiniensis et Plesiosuchus manselii formaient une polytomie à la base de la tribu des Geosaurini, un sous-clade incluant Dakosaurus, Geosaurus et Torvoneustes.